# Return to Castle Wolfenstein
Return to Castle Wolfenstein (kurz RtCW) ist ein Ego-Shooter aus dem Jahr 2001, der von den Studios Gray Matter Interactive und Nerve Software entwickelt und von Activision auf den Markt gebracht wurde. Ausführender Produzent bei der Entwicklung war id Software. 2003 erschienen die erweiterten Varianten Return to Castle Wolfenstein: Operation Resurrection für PlayStation 2 und Return to Castle Wolfenstein: Tides of War für die Xbox. Im August 2009 erschien der offizielle Nachfolger Wolfenstein.
Am 12. August 2010 wurde der Quelltext des Spiels unter der GNU General Public License freigegeben.

## Vorgänger
Return to Castle Wolfenstein ist der Nachfolger des bis 2019 in Deutschland beschlagnahmten und indizierten Ego-Shooters Wolfenstein 3D. Die Ursprünge dieses Spiels gehen aber bereits in die frühen 80er Jahren zurück. Bereits für den Apple II, den Commodore 64 und andere Plattformen wurde die Ursprungsversion Castle Wolfenstein als eines der ersten kommerziellen Computerspiele angeboten. Ziel des noch recht einfach gehaltenen Spiels war es, als Gefangener aus dem Schloss zu fliehen (und dabei ggf. noch Geheimpläne zu stehlen).
Zwei Jahre nach dessen Veröffentlichung kam Beyond Castle Wolfenstein auf den Markt. Dort hatte man die Aufgabe, als feindlicher Einzelkämpfer in den Führerbunker einzudringen, die Wachen auszuschalten oder mittels erbeuteter Ausweise zu täuschen und Hitler zu beseitigen.

## Inhalte
In dem auf der Quake-III-Engine basierenden Spiel übernimmt man die Rolle des US-amerikanischen Geheimagenten B.J. Blazkowicz zur Zeit des Zweiten Weltkrieges, der gegen die Nationalsozialisten kämpft. Das Spiel legt dabei wenig Wert auf historische Authentizität, sondern lässt in der Art eines Abenteuerfilms fantastische Elemente einfließen, die sich um okkulte Rituale und geheime Superwaffen der Nationalsozialisten drehen.
Ähnlich wie der direkte Vorgänger Wolfenstein 3D genießt auch dieses Spiel einen Kultstatus gerade auch bei deutschen Spielern, da karikaturhaft wirkende, überzogene Soldaten der SS in Fantasieuniformen und mit Hakenkreuzen verzierte Cyborgs an unrealistischen Orten wie riesenhaften Burgen und fiktiven Städten wie Kugelstadt eine gewisse Komik enthalten. Kugelstadt weist dabei viele Parallelen zu Schweinfurt auf, das damals Hauptstandort der Produktion von Munition und Kugellagern war. Es kommen jedoch auch reale Städtenamen vor, wie etwa Paderborn, welches im Spiel neben einem Staudamm liegt.
Hinzu kommt die Sprachausgabe, die zwar nicht mehr wie im Vorgänger frei erfundene, deutsch klingende Wörter enthält, aber mit gebellten Befehlen und übertrieben gerolltem R der deutschen Widersacher immer noch klischeehaft wirkt. Ebenfalls präsent sind teilweise auch halb deutsche, teilübersetzte Aussprüche (bspw. „Achtung! Intruder alert, intruder alert!“ oder „Wunderbar! I see you finally fixed the elevator.“), grammatikalisch inkorrekte Übersetzungen (bspw. „This is the pinnacle of all my research: Das Uber-Soldat. The Super-Soldier.“) oder absichtliche, nur für den Deutschsprachigen erkennbare Wortwitze in herumliegenden Schreiben, wo Namen wie Reichsminister Wolfgang Ungeschickt, Leutnant A. Shosshund, Hauptmann Vernor Schmutzig oder Hauptmann B. Vorsicht vorkommen, was eine Anspielung auf den englischen Ausdruck be careful sein soll. Offizier „Merkwürdigliebe“ ist eine Anspielung auf den Film Dr. Seltsam oder: Wie ich lernte, die Bombe zu lieben und dort der deutsche Name des Ex-Nazi-Wissenschaftlers Dr. Strangelove. Daneben gibt es zahlreiche Witze über (vermeintliche) deutsche Essgewohnheiten (bspw. „Mhm, what a tasty Sauerbraten!“).
Die Originalversion des Spiels enthält aufgrund seiner Thematik sehr viele nationalsozialistische Bildinhalte. So hängen z. B. in Räumen Hakenkreuzflaggen, Führerbilder und Propaganda-Plakate. Hinzu kommt, dass in manchen Abschnitten Volksempfänger herumstehen, aus denen Bruchstücke von Hitlers Reichstagsreden und das Horst-Wessel-Lied, welches bereits in Wolfenstein 3D als Hintergrundmusik zu hören war, erklingen. Alle entsprechenden Symbole wurden für die deutsche Version entfernt oder modifiziert, so enthalten beispielsweise die Hakenkreuzflaggen anstelle des Kreuzes das Logo des Spiels, was sich jedoch durch einen frei im Internet verfügbaren Patch wieder rückgängig machen lässt. Auch die Nennung realer historischer Gestalten und Dienstgrade wurde für die deutsche Fassung angepasst. So erscheint Heinrich Himmler als „Oberrudelleiter Heinrich Höller“, und der „Führer“ wird als „der Leitwolf“ bezeichnet.

## Handlung
Im Jahr 943 wurde der grausame König Heinrich I. von einem Magier mittels eines Zaubers in ein unterirdisches Gefängnis verbannt. Tausend Jahre später findet die SS 1943 bei Ausgrabungen Heinrichs Gefängnis und versucht, ihn durch verschiedene okkulte Rituale daraus zu befreien, um ein „modernes dunkles Reich“ aufzubauen und Hitler den Endsieg zu ermöglichen.
Der Spieler schlüpft in die Gestalt des US-Rangers B.J. Blazkowicz, der herausfinden soll, was die Nationalsozialisten auf Burg Wolfenstein planen. Jedoch wird er während der Infiltration zusammen mit seinem Kollegen erwischt und gefangen genommen. Während sein Kollege auf dem Tisch eines SS-Arztes den Tod findet, gelingt es Blazkowicz, einen Soldaten zu überwältigen und zu fliehen. Während seiner Flucht aus den Verliesen der Burg erfährt er von Himmlers okkulten Plänen, die er im gesamten Spielverlauf zu vereiteln versucht. Darüber hinaus entwickeln Forscher der SS im besetzten Norwegen mittels genetischer Experimente einen „Übersoldaten“ (einen Cyborg), der ebenfalls zu einer mächtigen Waffe wird. Blazkowicz muss Heinrich stoppen und die Übersoldaten vernichten.

## Weitere Informationen
- Das in der US-Version des Spiels fiktiv als Cobra bezeichnete Raketenflugzeug heißt eigentlich Bachem Ba 349 Natter, und war als Kurzstrecken-Abfangjäger zu den im Spiel angenommenen Leistungen (Flug von Deutschland nach Malta) nicht in der Lage.
- Gelegentlich pfeifen deutsche Soldaten die Melodie von Wolf Biermanns Lied Soldat, Soldat. Das Lied entstand erst gut 20 Jahre später und ist ein Antikriegslied.
- Auf den Briefköpfen der deutschen Nachrichten tauchen teilweise falsche Datumsangaben auf, beispielsweise aus dem Jahr 1945.
- Die weiblichen Spezialeinheiten verwenden die eigentlich britische Sten-MP, welche aber in Deutschland als Gerät Potsdam nachgebaut wurde.
- Heinrich I., der als erster deutscher König gilt, was im Spiel auch gesagt wird, starb bereits im Jahr 936.
- An manchen Stellen hängen Propagandaplakate, die noch vom Wahlkampf der NSDAP Anfang der 30er Jahre stammen oder von SS-Auslandsorganisationen genutzt wurden, z. B. in niederländischer oder norwegischer Sprache.
- Fabriktore in Kugelstadt tragen den Adler des Jungbanns der Hitlerjugend.
- Die Koordinaten, zu denen das U-Boot des Schädels fährt, sind falsch. Zwar liegt der Punkt 67° N, 16° E in Norwegen, jedoch nicht am Meer, was es sehr unwahrscheinlich macht, dort mit einem Schiff bzw. U-Boot hinzugelangen.
- Der im Spiel vorkommende Widerstandskämpfer Karl Villigut hat wenig mit der Person des historischen SS-Esoterikers Karl Maria Wiligut zu tun, lediglich der Name wurde verwendet.

## Historischer Hintergrund
- Heinrich Himmler wurde 1935 erstmals auf den ostfränkischen König Heinrich I. aufmerksam, den er als Vorreiter der deutschen Expansion nach Osten sah. Seinen privaten Raum auf der Wewelsburg benannte er nach diesem, ebenso wie militärische Unternehmen im Osten Europas.

- Der Name der Stadt Paderborn wurde wahrscheinlich für das Spiel verwendet, weil Himmler die nahe Paderborn gelegene Wewelsburg zur Ordensburg der SS ausbauen wollte, um dort eine Gralsstätte einzurichten. Paderborn wird im Spiel auch als Okkultistenstadt dargestellt. Es ist auch anzunehmen, dass die Wewelsburg als Vorlage für Schloss Wolfenstein galt.

- Die im Spiel vorkommende Teslagun ist nach dem Wissenschaftler Nikola Tesla (1856–1943) benannt, der den Wechselstrom entdeckte.

- Die OSA (Office of Secret Actions) ist eine fiktive Organisation, wenn ihr Name auch stark an das OSS, das Office of Strategic Services angelehnt ist, welches der US-amerikanische Geheimdienst während des Zweiten Weltkrieges und somit die Vorläuferorganisation der CIA war.

## Veröffentlichung
In Deutschland wurde zuerst eine deutsche zensierte Fassung, freigegeben ab 16 Jahren, herausgegeben, die inzwischen jedoch ebenfalls auf die Liste der jugendgefährdenden Medien gesetzt wurde, da die dargestellte Gewalt nicht eingeschränkt oder entfernt wurde.
Dort kämpft man nicht gegen die Nationalsozialisten, sondern gegen den „Wolfsclan“. Heinrich Himmler wurde in Heinrich Höller umbenannt und alle nationalsozialistischen Zeichen fehlen. So wird statt der Hakenkreuze der Wolfenstein-Adler, der auch auf der Packung zu sehen ist, auf Fahnen oder Uniformen dargestellt.
Der Quelltext wurde von John Carmack auf der Quakecon 2010 unter der GNU GPL freigegeben. Das Artwork ist proprietär.
Zeitweilig war eine Verfilmung der Geschichte durch Roger Avary geplant.

### Portierungen
Im Jahr 2003 erschienen Return to Castle Wolfenstein: Operation Resurrection für die PS2 und Return to Castle Wolfenstein: Tides of War für die Xbox, welche zusätzliche Level beinhalten. Jedoch unterscheiden sich die Portierungen auch im Leveldesign der restlichen Level von der PC-Fassung. Diese spielen vor dem eigentlichen Anfang der PC-Version und lassen damit den Spieler in Ägypten beginnen, wo es Ausgrabungen der Paranormalen Division der SS unter der Leitung von Helga von Braun zu untersuchen gilt. Die Neuauflagen wurden in Deutschland nicht veröffentlicht und sind seit 2007 indiziert (Liste A).
Es existiert zudem eine VR-Portierung für die Meta Quest 3, die per Sideloading installiert werden kann.

### Wolfenstein: Enemy Territory
Ursprünglich als kommerzielle Erweiterung zu Return to Castle Wolfenstein geplant, wurde die Mehrspieler-Komponente von Wolfenstein: Enemy Territory ab 2003 kostenlos zum Herunterladen angeboten, nachdem die Arbeit an der Einzelspieler-Komponente eingestellt worden war. Entwickelt wurde Wolfenstein: Enemy Territory von Splash Damage.

### Digitale Neuveröffentlichungen
Das Spiel ist seit August 2007 auf der digitalen Vertriebsplattform Steam und seit Oktober 2015 auf GOG.com als Download erhältlich, jedoch nicht für deutsche Kunden. Der Rechteinhaber id Software, der seit 2009 zum Konzern ZeniMax Media gehört, fungiert als Publisher.

## Rezeption
Es handele sich um ein kurzweiliges Spielprinzip mit gutem Raumklang. Return to Castle Wolfenstein böte viel Atmosphäre im Stile von Half-Life. Es sei spannend und gruselig. Die zensierte deutsche Version sei stimmungsmäßig nicht schlechter als das amerikanische Original. Der Mehrspielermodus sei sehr taktisch. Return to Castle Wolfenstein überzeuge durch intelligente Computergegner, viel Abwechslung und einer ordentlichen Präsentation, die aus einem Guss wirke. Die Hintergrundgeschichte sei qualitativ akzeptabel, aber abgedreht. Bahnbrechende Neuerungen oder Überraschendes böte das Spiel nicht. Zum Zeitpunkt der Veröffentlichung bot Aquanox bereits die bessere Grafik und Aliens versus Predator 2 die bessere Atmosphäre was jedoch den Spielspaß nicht eintrübe.

### Auszeichnungen
Return to Castle Wolfenstein war 2002 für den Game Developers Choice Awards in der Kategorie Excellence in Programming nominiert.
GameStar wählte die deutsche Fassung von Return to Castle Wolfenstein 2001 auf Platz 2 in der Kategorie „Bestes Actionspiel des Jahres“.

## Nachfolger
Wolfenstein erschien in Europa am 21. August 2009 für Windows, Xbox 360 und PlayStation 3. Es wurde von Raven Software in Zusammenarbeit mit id Software und den Endrant Studios entwickelt. Als Publisher agierte wie bei Return to Castle Wolfenstein Activision. Ab 2014 wurden weitere Titel der Serie im Auftrag von Bethesda Softworks vom schwedischen Entwicklerstudio MachineGames entwickelt: The New Order (2014), The Old Blood (2015), Wolfenstein II: The New Colossus (2017), Youngblood (2019) und Cyberpilot (2019).